# Les Sources
Pour l'album de Vanessa Paradis, voir Les Sources (album).
Ne doit pas être confondu avec Val-des-Sources.
 (août 2025).
Les Sources est une municipalité régionale de comté (MRC) située dans la région de l'Estrie au Québec (Canada).  Son chef-lieu est Val-des-Sources.
Créée sous le nom de MRC de L'Or-Blanc, celle-ci changea son nom pour la MRC d'Asbestos et une seconde fois pour le nom actuel en 2006.

## Géographie

### Entités territoriales
La MRC est constituée de sept municipalités locales.
| Nom                      | Statut                 | Population 2021 | Superficie (km2) | Densité (h/km2) | Ref. |
| ------------------------ | ---------------------- | --------------- | ---------------- | --------------- | ---- |
| Danville                 | Ville                  | 3 888           | 153,6            | 25,31           |      |
| Ham-Sud                  | Municipalité           | 214             | 152,4            | 1,4             |      |
| Saint-Adrien             | Municipalité           | 522             | 98,8             | 5,28            |      |
| Saint-Camille            | Municipalité de canton | 551             | 83,6             | 6,59            |      |
| Saint-Georges-de-Windsor | Municipalité           | 958             | 128,1            | 7,48            |      |
| Val-des-Sources          | Ville                  | 7 088           | 31,7             | 223,6           |      |
| Wotton                   | Municipalité           | 1 402           | 144,7            | 9,69            |      |
| Total                    | Total                  | 14 623          | 792,9            | 18,44           |      |

## Démographie
| 1986   | 1991   | 1996   | 2001   | 2006   | 2011   | 2016   | 2021   |
| ------ | ------ | ------ | ------ | ------ | ------ | ------ | ------ |
| 16 223 | 15 381 | 15 005 | 14 535 | 14 466 | 14 756 | 14 286 | 14 623 |

## Hydrographie
- Rivière Danville
- Rivière Landry
- Rivière Nicolet Sud-Ouest
- Rivière Watopeka
- Rivière Stoke
- Rivière Saint-François
- Rivière Dion